# Daniela Kosán
Daniela Kosan Montcourt (sinh ngày 24 tháng 2 năm 1974, Maracay) là một người mẫu và dẫn chương trình truyền hình người Venezuela.
Cô là một thí sinh trong cuộc thi Hoa hậu Venezuela năm 1997 và là người yêu thích chính cho vương miện phía sau Cristina Dieckmann; Kosan xếp thứ ba trong cuộc thi cuối cùng sau Dieckmann và Veruska Ramirez, người chiến thắng cuối cùng. Sau đây, cô đại diện cho Venezuela trong cuộc thi 'Nuestra Belleza Internacional', nơi cô kết thúc với tư cách là người chiến thắng. Sau đó, cô đại diện cho đất nước của mình tại Hoa hậu Quốc tế 1998, suýt mất vương miện; Vị trí thứ hai của cô được cho là do Hoa hậu Quốc tế trị vì, Consuelo Adler, là một người đồng hương Venezuela. Năm sau, cô là cô gái thời tiết trong các chương trình tin tức của Venevisión. Năm 2000, cô làm tiếp viên cho E! Mỹ Latinh.Trên Televen cô đã tổ chức thích ứng Venezuela của Mỹ game show Pyramid tên là Contra Reloj 2001-2002.
Kosán cũng được biết đến là một trong Chicas Polar cho một chiến dịch quảng cáo cho một nhà máy bia.